# Чамараджа Водеяр III
Тиммараджа Водеяр (1492—1553) — махараджа Майсура (1513—1553).

## Биография
Был сыном махараджи Майсура Чамараджи Водеяра II.
Наследовал своему отцу в 1513 году и правил княжеством в течение 40 лет, в течение которых как и его предки расширял княжество за счёт присоединения соседних земель. Помимо этого был известен как покровитель искусства, культуры и поэзии.
Умер в 1553 году, ему наследовал сын Тиммараджа Водеяр II, который стал первым независимым от Виджаянагара махараджей.